# Филенки (Кировская область)
 Филенки  — деревня в Афанасьевском районе Кировской области в составе Гординского сельского поселения.

## География
Расположена на расстоянии примерно 4 км по прямой на юг-юго-восток от центра поселения села  Гордино на правом берегу реки Ердва.

## История
Известна с 1891 года, в 1905 здесь (починок Филенский) дворов 3 и жителей 20, в 1926 3 и 26, в 1950  6 и 2, в 1989 2 жителя. Современное название утвердилось с 1939 года .  

## Население
Постоянное население составляло 2 человека (русские 100%) в 2002 году, 1 в 2010.